# Charles-Antoine de Ligne-La Trémoille
Pour les articles homonymes, voir Maison de Ligne et Ligne.
Charles-Antoine de Ligne-La Trémoille (né le 30 septembre 1946 à Boulogne-sur-Mer) est un aristocrate et homme d'affaires franco-belge, membre de l'une des plus prestigieuses familles nobles de Belgique, la Maison de Ligne.
Il cofonde avec Christopher Harriman la société LAREX Corporation, qui promeut le transit à haute vitesse pour le développement urbain, dans un environnement élargi sur les 35 miles du corridor du front de la rivière Los Angeles prévoyant un train à grande vitesse reliant San Francisco à San Diego. Cette ligne de train est actuellement[Depuis quand ?] en construction en partant de  San Diego.[réf. nécessaire]

## Enfance
Charles-Antoine naît à Boulogne-sur-Mer en France, en 1946. Il étudia le droit à l'Institut catholique de Paris et l'administration hôtelière et  le management à l'Université Cornell .
Il est le fils de Jean Charles Lamoral de Ligne de La Trémoille (en) et de Maria del Rosario de Lambertye-Gerbéviller. 
Il est le cousin éloigné de Michel de Ligne, chef de la Maison de Ligne, tous deux descendant d'Eugène Ier de Ligne. Comme tous les  membres de la Maison de Ligne, il porte le titre de prince dans la noblesse belge. Michel est le chef de la branche aînée de la famille (propriétaire du château de Beloeil), tandis que Charles-Antoine est chef de la branche cadette de la famille, appelée princes de Ligne-La Trémoïlle (propriétaires des châteaux d'Antoing et Serrant).
Cette branche cadette de la Famille de Ligne est rattachée par les femmes à la famille de la  Trémoïlle, qui porte le titre rare de prince étranger dans la  France de l'Ancien Régime, comme prétendant du Royaume de Naples. 
Il est aussi prétendant potentiel pour le Royaume de Jérusalem, par les prétentions de la Maison de Brienne et comme héritier principal d'Amadeus IX de Savoie ; avec Juan Carlos Ier d'Espagne, Louis Alphonse, Duc d' Anjou, Victor Emmanuel, Prince de Naples, Karl von Habsburg, l'Infant Carlos, duc de Calabre, le Prince Carlo, duc de Castro, et Patrick Guinness (en). Il est aussi prétendant potentiel au royaume de Chypre et au royaume arménien de Cilicie.

## Mariage et enfants
Il se marie une première fois, le 7 octobre 1971, avec Lady Moira Beatrice Forbes, fille d'Arthur Forbes (9e comte de Granard) (en) et Marie Madeleine de Faucigny-Lucinge (née Maurel, veuve du prince Humbert de Faucigny-Lucinge, descendant de la comtesse d'Issoudun, elle-même petite-fille de Charles X). Ils divorcent en 1975.
Il se  marie en secondes noces, le 23 janvier 1976, avec la princesse Alyette Isabelle Odile Marie de Croÿ, fille du prince Rodolphe de la Maison de Croÿ, et d'Odile de Bailleul. Ils ont deux fils :
- Édouard Lamoral Rodolphe de Ligne-La Trémoïlle (né à  Paris, le 27 septembre 1976) qui s'est marié civilement le 2 septembre 2009, puis religieusement le 5 septembre 2009, à l'actrice italienne Isabella Orsini[4]. Ils ont deux filles et un fils :
  - Althea Isabelle Sophie Orsini de Ligne-La Trémoïlle (née à Rome, le 12 mai 2010)
  - Athénaïs Allegra Isabella de Ligne-La Trémoïlle (née à Paris, le 9 mai 2014)
  - Antoine Tau Édouard Adrien de Ligne-La Trémoille (né à Paris, le 10 janvier 2019)
- Charles Joseph Malcolm de Ligne-La Trémoïlle (né à Paris, le 25 février 1980) marié le 20 novembre 2010[5] à Ran Li[6]. Ils ont un fils : 
  - Amadeo Joseph Gabriel de Ligne-La Trémoïlle (né à Paris, le 12 juin 2012).